# Istenszülő elszenderedése templom (Kisfehéregyház)
A kisfehéregyházi Istenszülő elszenderedése templom műemlékké nyilvánított épület Romániában, Beszterce-Naszód megyében. A romániai műemlékek jegyzékében a  BN-II-m-B-01611 sorszámon szerepel.

## Története
A templomot a szász lutheránus felekezet építette 1877–1878-ban régi templomuk helyett. A szász lakosság eltűnésével a templomot a román ortodox egyház vásárolta meg, és 2002-ben szentelták fel.